# Франческа Лоллобриджида
Франческа Лоллобриджида (італ. Francesca Lollobrigida нар. 7 лютого 1991) — італійська ковзанярка, бронзовий призер чемпіонату Європи в багатоборстві 2019 року, багаторазова чемпіонка світу та Європи з бігу на роликових ковзанах. 6-кратна чемпіонка Італії в ковзанярському спорті в класичному багатоборстві. Володарка бронзової нагороди зимової Універсіади 2013 року в Трентіно в командній гонці. Рекордсменка Італії на дистанціях 3000 і 5000 метрів.

## Біографія
У 2011 році стала призером чемпіонату Європи в бігу на роликах. У 2012 році стала чемпіонкою Європи і світу на довгих дистанціях в бігу на роликах.
У сезоні 2012/2013 стала чемпіонкою Італії з ковзанярського спорту в класичному багатоборстві. Брала участь на чемпіонаті Європи 2013 року, де стала 14-ю, отримавши право брати участь на чемпіонаті світу, проте замість неї на чемпіонаті світу брала участь Франческа Бетроне. На 7-му етапі Кубка світу завоювала перший подіум, ставши другою в мас-старті.
У 2019 принесла Італії першу медаль чемпіонатів Європи з ковзанярського спорту, посівши третє місце в класичному багатоборстві.

## Родина
Франческа — родичка знаменитої актриси Джини Лоллобриджиди, яка є тіткою батька Франчески (двоюрідна бабуся).

## Результати
| Рік  | Чемпіонат Європи         | ЧС світу в багатоборстві | ЧС окремі дистанції     | Олімпійські Ігри                  | Чемпіонат світу серед юніорів              |
| ---- | ------------------------ | ------------------------ | ----------------------- | --------------------------------- | ------------------------------------------ |
| 2007 |                          |                          |                         |                                   | 7e командна гонка                          |
| 2008 |                          |                          |                         |                                   | NC30 (29e, 23e, 24е, -)                    |
| 2009 |                          |                          |                         |                                   | NC23 (22e, 24е, 24е, -) 12e командна гонка |
| 2010 |                          |                          |                         |                                   | NC33 (35E, 26e, 29e, -) 9e командна гонка  |
| 2013 | NC14 (17e, 16e, 15e, -)  |                          |                         |                                   |                                            |
| 2014 |                          |                          |                         | 23e 3000 м                        |                                            |
| 2015 |                          | NC17 (17e, 15e, 18e, -)  | 16e 3000 м 14e масстарт |                                   |                                            |
| 2016 | 8e (11e, 7e, 11e, 8e)    | NC18 (21e, 18e, 17e, -)  | 15e 3000 м 4e масстарт  |                                   |                                            |
| 2017 | NC12 (10e, 14e, 12e, -)  | NC14 (10e, 17e, 14e, -)  | 19е 3000 м 4e масстарт  |                                   |                                            |
| 2018 |                          | 5e · (8e, 7e, , 6e)      |                         | 10e 1500 м 13e 3000 м 7e масстарт |                                            |
| 2019 | · , Шаблон:Срібло02, 6e) |                          |                         |                                   |                                            |

NC = Не відібрали на заключну дистанцію